# Натурбан

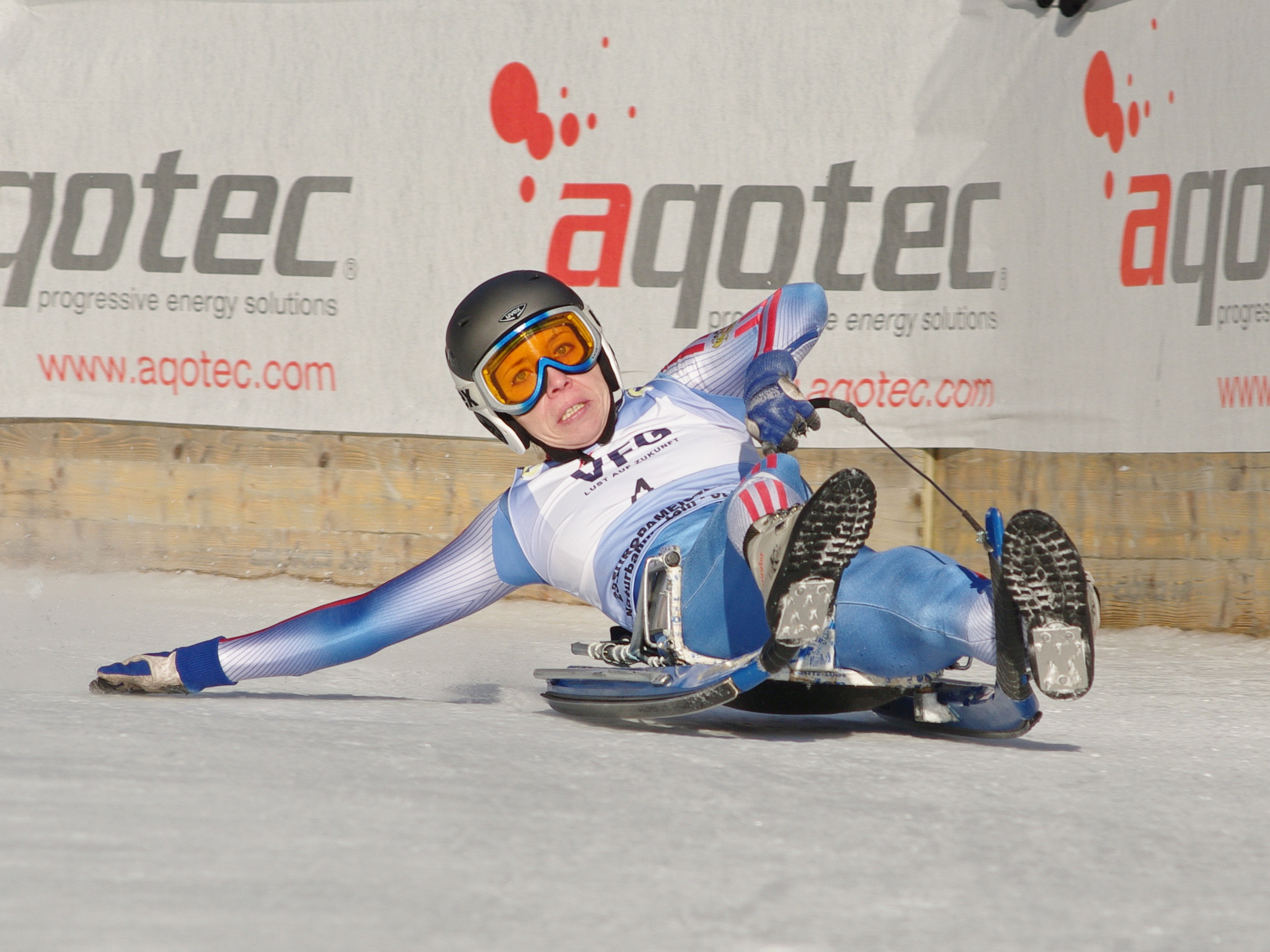
3-кратная чемпионка мира россиянка Екатерина Лаврентьева на трассе ЧЕ 2010

Натурбан (нем. die Naturbahn «естественная трасса») — дисциплина санного спорта, заключающаяся в спуске на скорость на санях по естественной трассе. Как и в спуске по искусственным (санно-бобслейным) трассам соревнования проводятся у мужчин на санях-одиночке и санях-двойке, у женщин на санях-одиночке.
С 1970 года по натурбану проводятся чемпионаты Европы (в настоящее время — по чётным годам), с 1979 года — чемпионаты мира (в настоящее время — по нечётным годам), с 1992 года — ежегодный 6-этапный Кубок мира. В 2000-е годы Международная федерация санного спорта (FIL) добивалась включения натурбана в программу зимних Олимпийских игр, однако ей было отказано из-за малой популярности натурбана за пределами Европы.

## Описание
В натурбане саночник стартует из положения «сидя», отталкиваясь от поручня на стартовой рампе, и разгоняется, совершая мощные гребкообразные удары руками.
Во время движения по трассе гонщику необходимо управлять санями при помощи ног и рук, наклонов туловища. Управление осуществляется путем перенесения центра тяжести тела, нажатия ногами на изгиб полоза, а также при помощи управляющего троса, который прикреплён к краям полозьев. Рулевой носит перчатки с шипами. Торможение осуществляется шипами на обуви. В случае опрокидывания саней атлеты могут продолжить гонку, разогнав сани своими силами.
Сани для натурбана имеют чашеобразное сидение, коврик для сидения, две неразъёмных стойки, два полозья и две направляющих шины. Направляющие шины не должны иметь делений в поперечном направлении, должны быть жёсткими и очень остро заточенными. Максимально допустимый вес саней для натурбана составляет: 14 кг для одиночных саней, 20 кг — для саней-двоек.
Спортсмены на трассе могут достигать скорости 90 км/ч.

## Трассы

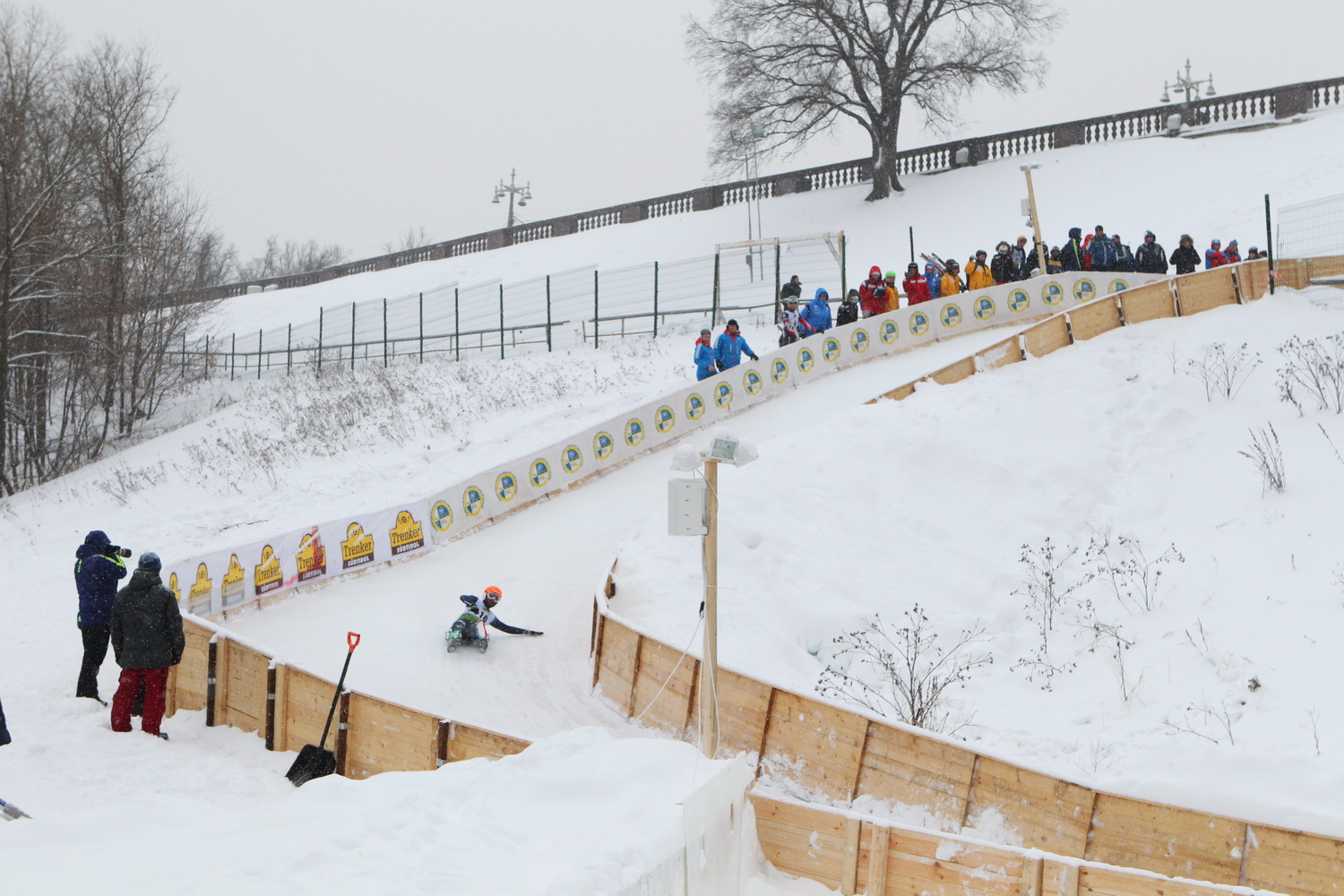
Трасса на Воробьёвых горах

Согласно правилам FIL, при создании трассы не допускается:
- использование систем искусственного охлаждения;
- использование экологически вредных добавок;
- искусственные поднятия трассы.

Длина трассы должна быть от 800 м до 1200 м, ширина — около 3 м (но не менее 2,5 м). Средний наклон трассы должен быть не более 13°, максимальный — не более 25°. Трасса должна включать как минимум по одному следующему компоненту: левая и правая кривые, резкий изгиб, комбинация кривых, прямая. Минимальный радиус кривой должен составлять 7 м.
Наибольшее число трасс для натурбана, удовлетворяющих требованиям FIL, имеется в Италии и Австрии; кроме того трассы построены в Германии, Польше, России, Словении и Швейцарии.